# 인증관
인증관(일본어: 認証官 닌쇼칸[*])은 「일본국 헌법」 및 법률에 근거해 일본 천황을 인증을 받아 임면되는 관리를 말한다. 현대 일본에서는 일반직 및 특별직 국가공무원이 그 대상이 된다. 다만 현행 법률상 인증관이라는 표현이 사용되는 사례는 없다.

## 인증
인증은 대상이 되는 행위가 권한 있는 기관에 의해 정당한 절차를 거쳐 행해진 사실을 확인·공증하는 행위를 말한다. 천황에 의한 인증은 「일본국 헌법」 제7조에 따른 국사행위의 하나로 인증관의 임면을 인증하는 것 외에도 전권위임장 및 대사·공사의 신임장의 인증, 사면 인증, 비준서 및 법률이 정한 기타 외교 문서의 인증 등이 모두 포함된다.
어떤 관직이 인증관에 해당하는지는 헌법 혹은 개별 법률(「내각법」, 「궁내청법」 등)의 규정을 따른다. 다만 국무대신과 고등재판소 장관 등 내각과 재판소에 속하는 관직만 인증관에 해당하며 양원 의장을 포함해 국회에 속하는 관직은 천황에 의한 임면과 인증의 대상에 속하지 않는다.
천황은 오로지 인증관의 임면을 인증만 하며 실제로 임면을 행하는 것은 내각 등 헌법과 기타 법률이 규정한 임명권자의 역할이다. 인증 절차를 밟지 않았더라도 임면에는 어떠한 영향도 미치지 않기에 인증 자체는 형식적인 행위에 지나지 않지만 식전이 궁중에서 열린다는 점에서 인증관에 해당하는 관직의 지위와 권위를 높여주는 효과를 가진다. 이런 면에서 관직의 지위를 향상하기 위해 인증관이 아닌 관직을 인증관으로 지정하는 경우도 있다. 부대신은 현재 인증관에 해당하지만 그 전신이었던 중앙 성청 개편 전의 정무차관은 인증관이 아니었다. 또한 자위관의 지위 향상을 위해 막료장을 인증관으로 하는 안건이 방위성에서 검토된 적이 있었다.
「일본국 헌법」 제7조제5호에 따라 인증을 할 때에는 내각의 조언과 승인을 구해야 한다. 내각총리대신이 새로 취임했을 때에는 아직 국무대신이 임명되기 전이므로 이때에 한해서는 내각총리대신의 조언과 승인을 내각의 조언과 승인으로 간주한다.
내각총리대신과 최고재판소 장관은 각각 국회와 내각이 지명하고 천황이 임명하며 인증 과정은 거치지 않는다. 따라서 총리대신과 최고재판소 장관은 인증관에 해당하지 않는다. 또한 총리대신과 최고재판소 장관의 임명식은 친임식이라 한다.

### 절차

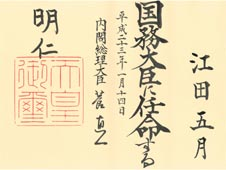
에다 사쓰키가 국무대신으로 임명될 때의 관기. 간 나오토로부터 임명받고 아키히토로부터 인증받았다.

천황의 인증을 필요로 하는 인증관의 임명식을 인증관 임명식이라 하는데 임명권자에 의한 임명 때 천황이 사령에 친서하는 것으로 인증이 행해진다. 원칙적으로는 고쿄 정전 송지간에서 이루어지는데 어용저에서 이루어진 적도 몇 차례 존재한다.
임명식은 어새가 찍힌 관기를 임명권자가 인증관에게 전달하는 것으로 이루어진다. 이때 천황은 인증관에게 '중책을 맡게 돼 고생이 많다'는 말을 건네고 인증관은 대답하지 않고 묵례하는 것이 관례다. 인증관의 임명식이 이루어지지 않을 때는 궁중에 참내하지 않고 관방장관으로부터 사령서를 수령하는 것으로 임명 절차가 끝난다.
국무대신, 검사장, 특명정권대사, 고등재판소 장관은 인증을 할 때 각자의 소관 사무와 보직 내용을 특정하지 않는다. 예를 들어 총무대신에 해당하는 국무대신을 인증할 때 천황은 국무대신으로 임면하기에 총무대신 임면과 인증은 아무런 상관성이 없다. 따라서 총무대신에 해당하는 국무대신을 외무대신으로 이동시키거나 히로시마고등재판소 장관에 해당하는 고등재판소 장관을 오사카고등재판소 장관으로 배치전환하는 것처럼 관명에 변동이 없을 때는 추가적인 인증이 이루어지지 않는다. 다만 부대신은 부성을 특정한 관직에 해당하므로 총무부대신에 해당하는 부대신이 법무부대신으로 이동할 때에는 별도의 인증을 거쳐야 한다.

## 목록
| 조직       | 조직             | 인증관                  | 정원      | 임명권자     | 근거 규정 |
| ---------- | ---------------- | ----------------------- | --------- | ------------ | --- |
| 내각       | 내각             | 국무대신                | 19명 이내 | 내각총리대신 | 「일본국 헌법」 제7조제5호 |
| 내각관방   | 내각관방         | 내각관방부장관          | 3명       | 내각         | 「내각법」 제14조제2항 「국회 심의의 활성화 및 정치 주도 정책 결정 결정 시스템의 확립에 관한 법률」 제11조                                                                                                 |
| 인사원     | 인사원           | 인사관                  | 3명       | 내각         | 「국가공무원법」 제5조제2항 |
| 각 부성    | 각 부성          | 부대신                  | 26명      | 내각         | 「국회 심의의 활성화 및 정치 주도 정책 결정 시스템의 확립에 관한 법률」 제8조제6항 「내각부 설치법」 제13조제4항 「국가행정조직법」 제16조제5항 「부흥청 설치법」제9조제6항 「디지털청 설치법」 제9조제5항 |
| 내각부     | 궁내청           | 궁내청 장관             | 1명       | 내각         | 「궁내청법」 제8조제2항 |
| 내각부     | 궁내청           | 시종장                  | 1명       | 내각         | 「궁내청법」 제10조제2항 |
| 내각부     | 궁내청           | 상황시종장              | 1명       | 내각         | 「천황의 퇴위 등에 관한 「황실전범」 특례법」 부칙 제11조 「궁내청법」 부칙 제2조제4항 |
| 내각부     | 공정거래위원회   | 공정거래위원회 위원장   | 1명       | 내각총리대신 | 「사적 독점의 금지 및 공정 거래 확보에 관한 법률」 제29조제3항 |
| 법무성     | 검찰청           | 검사총장                | 1명       | 내각         | 「검찰청법」 제15조제1항 |
| 법무성     | 검찰청           | 차장검사                | 1명       | 내각         | 「검찰청법」 제15조제1항 |
| 법무성     | 검찰청           | 검사장                  | 8명       | 내각         | 「검찰청법」 제15조제1항 |
| 외무성     | 외무성           | 특명전권대사            |           | 내각         | 「외무공무원법」 제8조제1항 |
| 외무성     | 외무성           | 특명전권공사            |           | 내각         | 「외무공무원법」 제8조제1항 |
| 환경성     | 원자력규제위원회 | 원자력규제위원회 위원장 | 1명       | 내각총리대신 | 「원자력규제위원회 설치법」 제7조제2항 |
| 회계검사원 | 회계검사원       | 검사관                  | 3명       | 내각         | 「회계검사원법」 제4조제1항 |
| 최고재판소 | 최고재판소       | 최고재판소 판사         | 14명      | 내각         | 「재판소법」 제39조제3항 |
| 고등재판소 | 고등재판소       | 고등재판소 장관         | 8명       | 내각         | 「재판소법」 제40조제2항 |

## 같이 보기
- 일본의 내각관방장관 - 일반직 공무원이 관방장관으로 보임될 수 있던 때에 인증관이었던 적이 있었다. 지금은 국무대신으로서만 인증을 받고 관방장관으로서는 인증을 받지 않는다.
- 친임식
- 일본 내각